# 愛難求 (黎明專輯)
《愛難求》是香港歌手黎明的國語錄音室專輯，全碟由周治平、林東松監製，收錄了10首國語歌曲，專輯於1995年8月8日由唱片公司寶麗金首次發行，並於發行當天舉行衛星記者會。截至1995年9月，此專輯在台灣錄得超過二十萬張銷量。

## 曲目列表
| CD       | CD               | CD       | CD       | CD             | CD    |
| 曲序     | 曲目             |          | 作曲     | 编曲           | 时长  |
| -------- | ---------------- | -------- | -------- | -------------- | ----- |
| 1.       | 一生痴心         | 劉虞瑞   | 周治平   | 鍾興民         | 4:58  |
| 2.       | 如果我們不再相愛 | 周治平   | 周治平   | 鮑比達         | 4:42  |
| 3.       | 在愛裡迷路的人   | 施人誠   | 周治平   | 鮑比達         | 4:07  |
| 4.       | 永遠放在我心中   | 施人誠   | 于冠華   | 屠穎           | 4:08  |
| 5.       | 深深戀你         | 易家揚   | 張佑奇   | 塗惠源、徐德昌 | 4:04  |
| 6.       | 我為你而來       | 謝明訓   | 黃國倫   | 鮑比達         | 3:52  |
| 7.       | 真愛一生難求     | 孟玟     | 徐禹     | 王繼康         | 4:23  |
| 8.       | 明知故愛         | 白進法   | 徐禹     | 鍾興民         | 4:41  |
| 9.       | 難以分辨         | 謝明訓   | 洪敬堯   | 洪敬堯         | 4:45  |
| 10.      | 情歌森林         | 武雄     | 林東松   | 王繼康、徐德昌 | 4:15  |
| 总时长： | 总时长：         | 总时长： | 总时长： | 总时长：       | 43:55 |

## 幕後製作人員
以下是《愛難求》的幕後製作人員名單：
- 結他：倪方來（曲目1,4,5,7,8）、江建民（曲目10）、蘇德華（曲目2,3,6）
- 鼓：黃顯忠
- 色士風：張家銘
- 弦樂：熊宏亮
- 貝斯：楊艾森（曲目2）、Marinito Saga Balbuena（曲目3）
- 音色伴奏：董繼剛（曲目2,3,6）
- 和音：周治平、徐禹、李寶琦、馬玉芬
- 混音：鍾國泰、黃欽勝（曲目10）
- 錄音：David Chow、Ian Tung、Owen Kwan、Robert Porter（曲目10）、Temple Ho、史大維、林世龍、許經綸、黃偉峰、黃欽勝
- 美術指導：Jackson Lee
- 設計：吳建羲、鄭絢仁
- 攝影：張文華[6]
- 圖像：Kinsman Poon
- 監製：周治平、林東松
- 經理人公司：百事活娛樂事業有限公司

## 反響
《愛難求》在台灣發行後的一個月內錄得超過二十萬張銷量，在台灣唱片市場不景氣下，銷量成績屬理想，唱片公司寶麗金因此為黎明舉行慶功宴。黎明希望這張專輯有好的口碑，他表示只想單純的唱好歌給大家聽，不想拿這張專輯與任何人作比較。這張專輯除了在台灣發行外，亦選擇在韓國發行，黎明首次踏上韓國音樂綜藝節目的舞台，唱出專輯的主打歌曲〈一生痴心〉。

## 流行榜成績
以下是《愛難求》專輯的派台歌曲名單，以及其歌曲在香港四大電子媒體音樂流行榜的最高位置。
| 派台歌曲／流行榜     | 903專業推介 | 中文歌曲龍虎榜 | 新城電台勁爆本地榜 | 勁歌金榜 |
| -------------------- | ----------- | -------------- | ------------------ | -------- |
| 〈一生痴心〉         | 第13位      | 第7位          | 未能上榜           | 第7位    |
| 〈如果我們不再相愛〉 | 第8位       | 第10位         | 未能上榜           | 第5位    |

## 獎項
以下是收錄於《愛難求》專輯的歌曲獲頒發的獎項：
- 電視廣播有限公司1995年度勁歌金曲季選——第三季得獎歌曲〈一生痴心〉[14]

## 資料來源
1. ↑  . 中國大陸: 廣東音像出版社. 2001. ISBN 7885121003 （中文（简体））.
2. ↑  . 聯合晚報. 1995-07-28: 16  [2025-02-06]. （原始内容存档于2025-02-06） （中文（简体））.
3. ↑  . 聯合晚報. 1995-08-07: 9  [2025-02-22]. （原始内容存档于2025-02-22） （中文（简体））.
4. ↑  . 雜誌. 1995  [2022-02-13]. （原始内容存档于2022-02-12） （中文）.
5. ↑  . Discogs. 1995  [2020-10-13]. （原始内容存档于2019-04-27） （英语）.
6. ↑  . 黎明家族會刊第二十六期. 1997-02  [2022-02-01]. （原始内容存档于2022-02-01） （中文）.
7. ↑  . 報章. 1995-09-11  [2022-02-13]. （原始内容存档于2022-02-12） （中文）.
8. ↑  胡如虹. . 自由時報. 1995-09-10  [2023-01-24]. （原始内容存档于2023-01-24） （中文）.
9. ↑  鍾樂偉. . Now新聞. 2016-05-05  [2019-01-04]. （原始内容存档于2018-11-16） （中文）.
10. ↑  . 香港電視. 1995-09-14  [2025-08-16]. （原始内容存档于2025-08-16） （中文）.
11. ↑  . 蘋果日報. 1996-05-16  [2025-08-16]. （原始内容存档于2023-01-21） （中文）.
12. ↑  . 香港電視. 1995-10-05  [2025-08-16]. （原始内容存档于2025-08-16） （中文）.
13. ↑  . 香港電視. 1995-10-19  [2025-08-16]. （原始内容存档于2025-08-16） （中文）.
14. ↑  . My TV Super. 2020  [2020-09-05]. （原始内容存档于2020-09-05） （中文）.